# Kiszenoszato Jutaka
Kiszenoszato Jutaka (japánul: 稀勢の里 寛; született Hagivara Jutaka japánul: 萩原 寛, Ibaraki prefektúra, 1986. július 3. –) japán szumóbirkózó. 2002-ben debütált professzionális szumóküzdelemben és 2004-ben, mindössze 18 évesen érte el a felső Makuucsi osztályt. Kiszenoszato 2012-ben ózeki címet kapott. 2017-ben elnyerte a jokozuna címet.

## Fordítás
- Ez a szócikk részben vagy egészben  a   Kisenosato Yutaka című angol Wikipédia-szócikk ezen változatának fordításán alapul.  Az eredeti cikk szerkesztőit annak laptörténete sorolja fel. Ez a jelzés csupán a megfogalmazás eredetét és a szerzői jogokat jelzi, nem szolgál a cikkben szereplő információk forrásmegjelöléseként.